# Királyfa
Királyfa (szlovákul Kráľová pri Senci, németül Königs-Eiden) község Szlovákiában, a Pozsonyi kerület Szenci járásában. Királyfa és Papkörmösd egyesítésével jött létre 1943-ban. Apácakörmösd település már a 19. században egybeolvadt Királyfával.

## Fekvése
Szenctől 4 km-re délkeletre fekszik.

## Története
A község területén az i. e. 1. évezredben germán törzsek laktak, akiket a 6. századtól szlávok váltottak fel. Már a Nagymorva Birodalom idején fontos hely volt, hiszen itt vezetett át a Pozsonyt Nyitrával összekötő út. Körmösdöt 1245-ben Kermesd alakban említi először oklevél. Királyfa neve a középkorban Villa Regia volt. Első említése 1335-ben történik, folyamatosan királyi birtoknak számított, míg Körmös egyházi birtokként a pozsonyi káptalan faluja volt. 1421-ben területén vadászkastély állt, ahol Luxemburgi Zsigmond és Hunyadi Mátyás is többször időzött. Körmösön 1595-ben kápolna állt, mely 1663-ban a faluval együtt egy török támadás során égett le. A támadást csak a kápolna harangja vészelte át. A 17. században mindkét település a Pálffyak birtoka lett, akik 1712 és 1715 között barokk kastélyt építettek ide. A kastélyhoz angolpark és szép barokk híd is épült.
A Pálffyak kastélykápolnájában volt egykor a Boldogságos Szűzanya kegyképe, amely 1683-ban Bécs török ostroma idején a hagyomány szerint sokak szeme láttára sűrű könnyeket hullatott. A csodás eset hírére a kápolna búcsújáróhely lett. 1945-ben a kastély és a park is elpusztult, a kegyképnek nyoma veszett.
Vályi András szerint "KIRÁLYFALVA. Königsaden. Elegyes falu, és igen szép Kastély Posony várm. földes Ura G. Pálffy Uraság, fekszik az egyik Duna ágának parttyán, Szentczhez 3/4 mértföldnyire, Borsának, és Szencznek szomszédságában. Meg újjíttatá e’ nevezetes Kastélyt G. Pálffy János 1726-dik esztendőben, ’s külső épűleti ékességein kivűl, olly gazdagon tsínosíttatta, és külömbéle drága belső bútorokkal oly pompásan készíttette el, hogy Hertzegi, sőt Királyi mulató helyet szolgáltathat. Itten fogadá FERENTZ Tsászár Mária TERÉZIA Királynét 1751dikben bányászi ruhában, midőn a’ Posonyi Ország Gyűlésére vissza útazott vala."
"A’ Vár formára épűlt híres Kastéllyon kivűl, még tágas, és díszes Úri istálló, és ló oskola is van itten, melly épűleteket újj elevenséggel díszesít a’ nagy pompás kert, mellyen a’ ma nevezetes Brünnig sokáig dolgozgatott, ’s jeles tehetségét általa élő emlékezetben hagyta. A’ kert kő fallal keríttetett, ’s míg Eszterháza fel nem épűlt a’ Hazában, nagy hírrel fénylett, belső ékességeinek némelly részét láthattyák az útazók, a’ két róstéllyos vas kapun által. Nevezetesek itten a’ számos nyári külömbféle mulató házakon, faragott képeken, ’s indiai ízléssel készűlt földi zálán, és igen pomás üveg házon kivűl, a’ mesterséges tsőkön vezetett ugró víz omlások, mellyek a’ nézőt nem kevéssé gyönyőrködtetik. A’ ki pedig a’ ritka külső Országi külömbféle fáknak szemlélésében gyönyörködik, itten magának nem közönséges meg elégedést szolgáltathat. Nem meszsze épűlt a’ nevezetes majorság is, mellyben híres hollándiai módra készűlt sajtok nyomattatnak. Vidékje kies, mellyet az említett épűletek, és igen szép kert szembetűnőképen elevenítenek."
Fényes Elek szerint "Királyfalva, (Königsaden), Pozsony m. tót falu, a Pozsonyból Szeredre vivő országutban, Szenczhez 1/2 órányira, igen kies vidéken: 674 kath., 1 evang., 14 zsidó lak. Fő ékességére szolgál a helységnek a gr. Pálffy Ferencz nagy mulató kastélya, mellyhez egy gyönyörű kert is tartozik, sok különös ritka növényekkel, fákkal, sétáló helyekkel, üvegházakkal, halastóval, mesterséges viz-rohanással s a t. Határa 2 nyomásu s igen termékeny; rétjei szépek; közel Királyfalvához van az uraság majorsága, nevezetes tehenészettel, s sajtcsinálással, és fáczános kerttel. F. u. gr. Pálffy Ferencz, s feje egy uradalomnak."
A trianoni békeszerződésig Pozsony vármegye Szenci járásához tartozott. 1943-ban Papkörmösddel egyesítették.

## Népessége
| Év:            | 1994. | 2004.   | 2014.    | 2024.    |
| -------------- | ----- | ------- | -------- | -------- |
| Emberek száma: | 1395  | 1426    | 1800     | 2308     |
| Eltérés:       |       | +2,22 % | +26,22 % | +28,22 % |

| Év:            | 2023. | 2024.   |
| -------------- | ----- | ------- |
| Emberek száma: | 2321  | 2308    |
| Eltérés:       |       | -0,56 % |

1880-ban 1042 lakosából 827 szlovák, 103 magyar, 59 német anyanyelvű, 7 idegen és 46 csecsemő volt. Ebből 1008 római katolikus, 29 zsidó és 5 evangélikus vallású. Papkörmösd 323 lakosából 289 szlovák, 14 német, 8 magyar anyanyelvű, 1 idegen és 11 csecsemő. Ebből 316 római katolikus és 7 zsidó vallású volt.
1910-ben 938 lakosából 721 szlovák, 185 magyar, 26 német és 6 más anyanyelvű volt. Papkörmösd 381 lakosából 369 szlovák, 11 magyar és 1 német anyanyelvű volt.
2011-ben 1610 lakosából 1495 szlovák és 63 magyar volt.

## Neves személyek
- Itt szolgált Czigány Imre (1917-1985) plébános, meghurcolt magyar pap.

## Nevezetességei

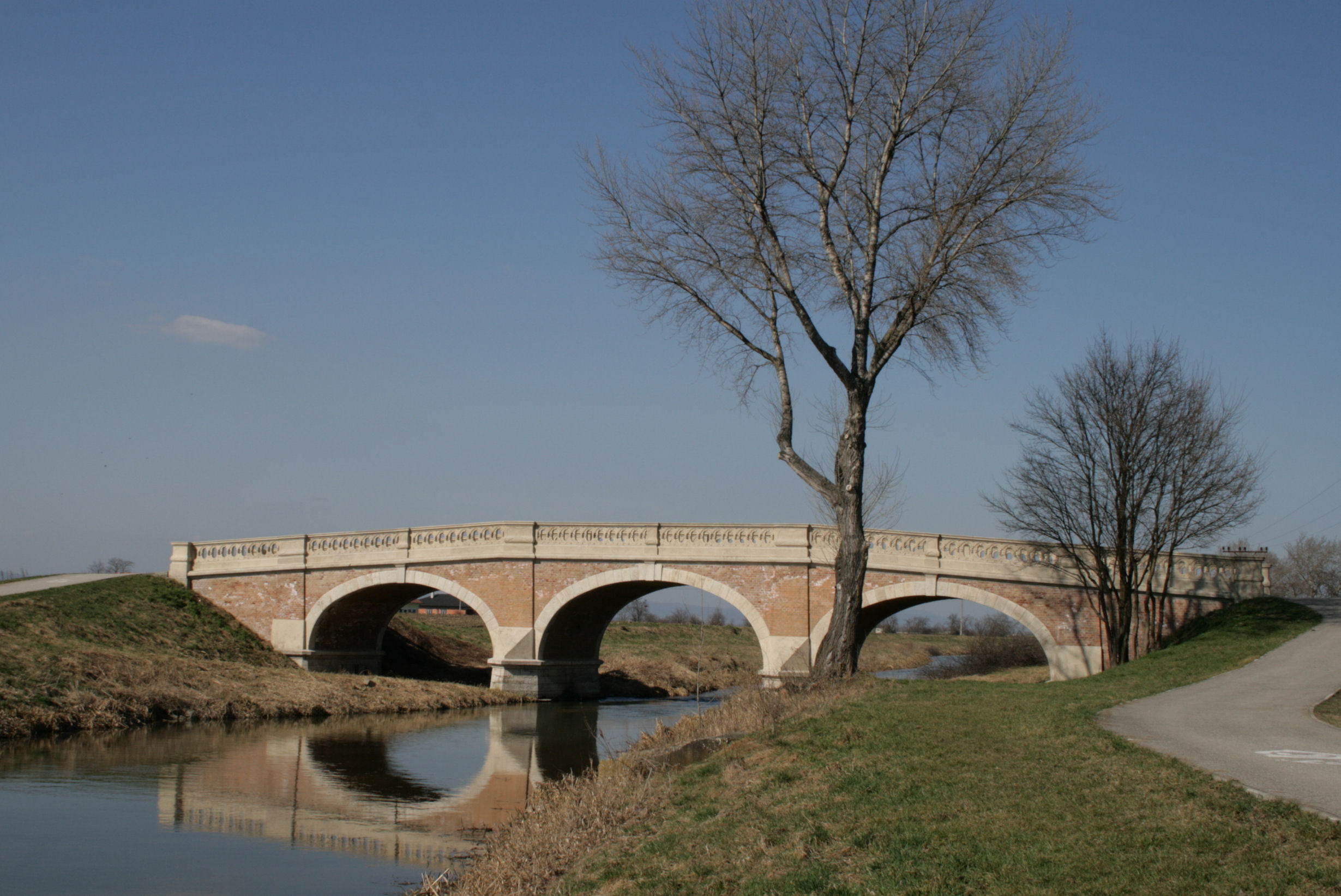
Szecessziós híd
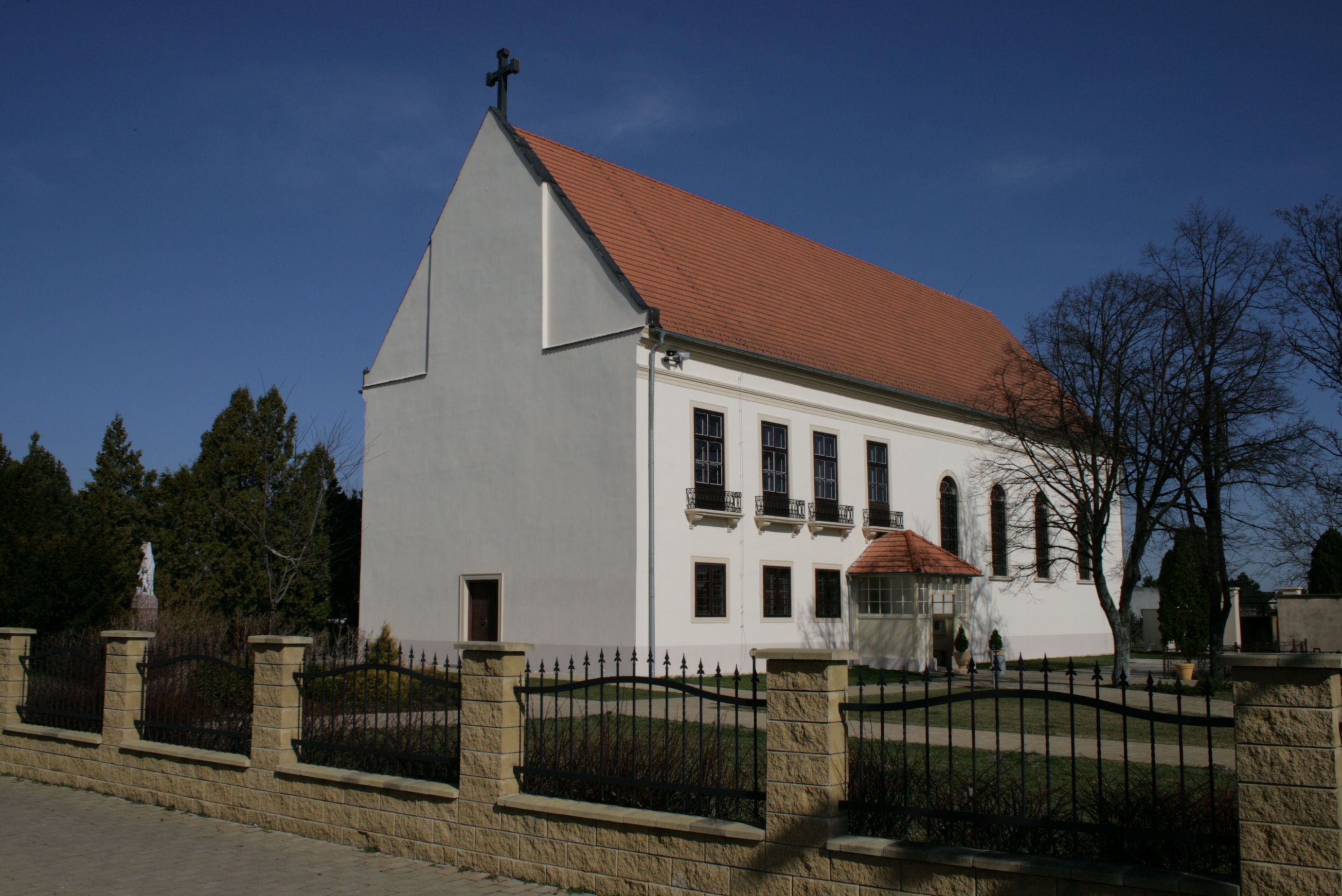

- Keresztelő Szent János tiszteletére szentelt római katolikus temploma 1736 és 1738 között épült barokk stílusban.
- Körmös Jézus Szíve tiszteletére szentelt római katolikus temploma 1898-ban épült.
- A Feketevízen átívelő barokk kőhídat a 18. században a Pálffyak építették, mai formáját az 1904. évi átépítés során nyerte el.
- Királyfán a Feketevíz partján egy 1924-ben épített harangláb is áll.
- A községben 1975-óta borászati múzeum tekinthető meg.
- Területén 52 °C-os melegvízű forrás tör fel. Az 1500 méter mély kútból feltörő víz ásványianyag-tartalma 9‰.

## Külső hivatkozások
- Hivatalos oldal
- Községinfó
- Királyfa Szlovákia térképén
- Királyfa a szlovák múzeumok honlapján
- A borászati múzeumról
- Királyfa a Szenci régió honlapján
- E-obce.sk Archiválva 2008. szeptember 16-i dátummal a Wayback Machine-ben